# Jeff Nilsson
Jeff Nilsson   (Hallstavik, p. dècada del 1960) és un antic pilot d'enduro suec de renom internacional. Al llarg de la seva carrera en va guanyar dos Campionats del món (1991 i 1992), dos de Suècia i un d'Itàlia, tots ells en la cilindrada dels 125 cc. També va formar part de l'equip suec que va guanyar el Trofeu als Sis Dies Internacionals d'Enduro els anys 1990 i 1991.
Jeff és fill de l'antic campió del món de motocròs Bill Nilsson, qui durant la dècada del 1960 va tenir entre els seus principals rivals a les competicions l'anglès Jeff Smith. De jove, Jeff Nilsson va practicar també el motocròs i entre el 1980 i el 1982 en va guanyar tres campionats de Suècia de 125cc. El 1984 es classificà en setè lloc final al mundial de 125cc amb una Suzuki.

## Palmarès

### Enduro
- 2 Campionats del món d'enduro de 125cc (1991-1992)
- 2 Victòries al Trofeu dels ISDE (1990-1991)
- 2 Campionats de Suècia de 125cc (1989-1990)[8][9]
- 1 Campionat d'Itàlia de 125cc (1993)[10]

### Motocròs
- 3 Campionats de Suècia de 125cc (1980-1982)